# Риво де Ля Раффиньер, Оливье Маку
Оливье Маку Риво де Ля Раффиньер (фр. Olivier Macoux Rivaud de La Raffinière; 10 февраля 1766 — 19 декабря 1839) — французский военный деятель, дивизионный генерал (1802 год), барон (1808 год), граф (1818 год), участник революционных и наполеоновских войн. Имя генерала выбито на Триумфальной арке в Париже.

## Биография

### Происхождение
Оливье был младшим из десяти детей в семье Жан-Франсуа Риво (фр. Jean-François Charles Rivaud; 1725—1778), советника короля, генерал-лейтенанта полиции и мэра Сивре, и его супруги Элизабеты Рондо (фр. Elisabeth Rondeau; ок.1727—). 

### Революционные войны
5 августа 1792 года вступил на военную службу в роту франкских егерей Бланзака и 13 августа был избран капитаном и командиром данной роты. 16 ноября переведён в 4-й батальон франков (также егеря Эно) . Сражался в составе Северной армии, был при Жемаппе и Неервиндене. 27 июля 1793 года произведён в командиры батальона, и назначен начальником штаба дивизии генерала Дюкенуа. Сражался при Ондскоте. 13 сентября был ранен пулей в левую ногу в бою под Вервиком. 
27 сентября 1793 года произведён в полковники штаба. 15 октября отличился в сражении при Ваттиньи. 14 ноября вместе с Дюкенуа переведён в Западную армию. В феврале 1794 года стал начальником штаба Армии Брестских берегов. С 11 по 23 октября временно возглавлял эту армию. 24 октября Риво был переведён в Альпийскую армию генерала Келлермана. С 2 марта по 14 апреля 1796 года был временным начальником штаба Альпийской армии вместо генерала Бертье. 

### Кампании в Италии
14 апреля был переведён в Итальянскую армию Бонапарта, сражался 4 сентября при Ровередо и 8 сентября при Бассано, при Сан-Джорджо у Мантуи был ранен в голову, а при Порто-Секвано захватил 300 пленных. 18 января 1797 года стал начальником штаба 8-й пехотной дивизии генерала Виктора. В декабре 1797 года переведён в штаб Итальянской армии. В феврале 1798 года генерал Бертье был послан в Рим, чтобы отомстить за убийство генерала Дюфо, и будущий маршал взял с собой Риво в качестве начальника штаба Римской армии. После провозглашения Римской республики был назначен 27 марта 1798 года начальником штаба Английской армии генерала Кильмена. 

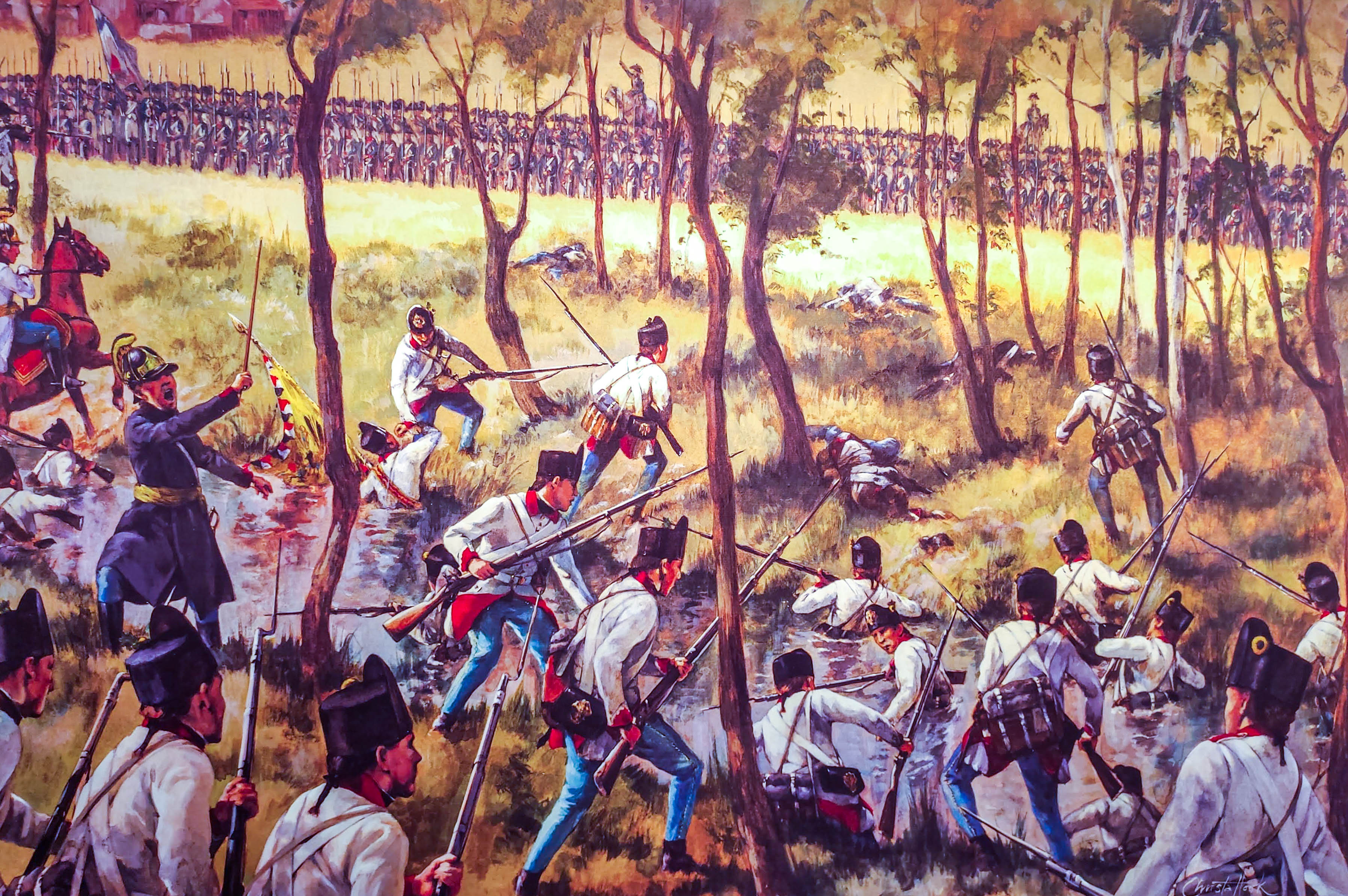
Битва при Маренго

15 декабря 1798 года произведён в бригадные генералы, и поставлен во главе вооруженных сил в аннексированных бельгийских департаментах. С 20 апреля 1800 года командовал бригадой в составе пехотной дивизии генерала Шамбарлака Резервной армии. По воспоминаниям генерала Дюма, именно Риво 9 июня выиграл сражение при Монтебелло, придя вовремя на помощь генералу Ланну. 14 июня был ранен картечью в бедро при Маренго. 

### Короткая передышка
25 марта 1801 года назначен начальником штаба Армии Португалии генерала Леклерка. С 13 октября 1801 года по 6 января 1802 года заменял генерала, направленного на Санто-Доминго, на посту командующего наблюдательным корпусом Жиронды. После заключения Амьенского мира привёл в марте 1802 года свой корпус во Францию. Первый консул предоставил ему в самых лестных выражениях вознаграждение в размере 15 000 франков и 16 мая 1802 года повысил до звания дивизионного генерала.
24 августа 1802 года женился в Куэ на Марии-Шарлотте де Фрикон (фр. Marie-Charlotte de Fricon; 1776—), от которой имел пятерых детей.

### Во главе дивизии
Командовал пехотной дивизией в лагере Неймеген. 3 мая 1803 года возглавил 2-ю пехотную дивизию Армии Ганновера. В июне 1803 года оккупировал Верден. 29 августа 1805 года его дивизия стала 2-й пехотной дивизией 1-го армейского корпуса Великой Армии. 17 сентября сменила номер на 1-й. Принимал участие в кампании 1805 года. В сентябре, пройдя через Вюрцбург, вместе с баварскими войсками он остался в Ингольштадте и наблюдал за выходами из Богемии. После капитуляции Мака в Ульме, вместе с кавалерией Мюрата дивизия Риво преследовала войска эрцгерцога Фердинанда. 17 октября с двумя батальонами 54-го линейного и одной пушкой захватил в плен при Нересхайме 4000 австрийцев. В конце октября дивизия прибыла в Зальцбург, затем переправилась через Энс 15 ноября в направлении Маутерна. Вечером 1 декабря Бернадот получил приказ отвести образовать вторую линию центра армии, позади корпуса Сульта.

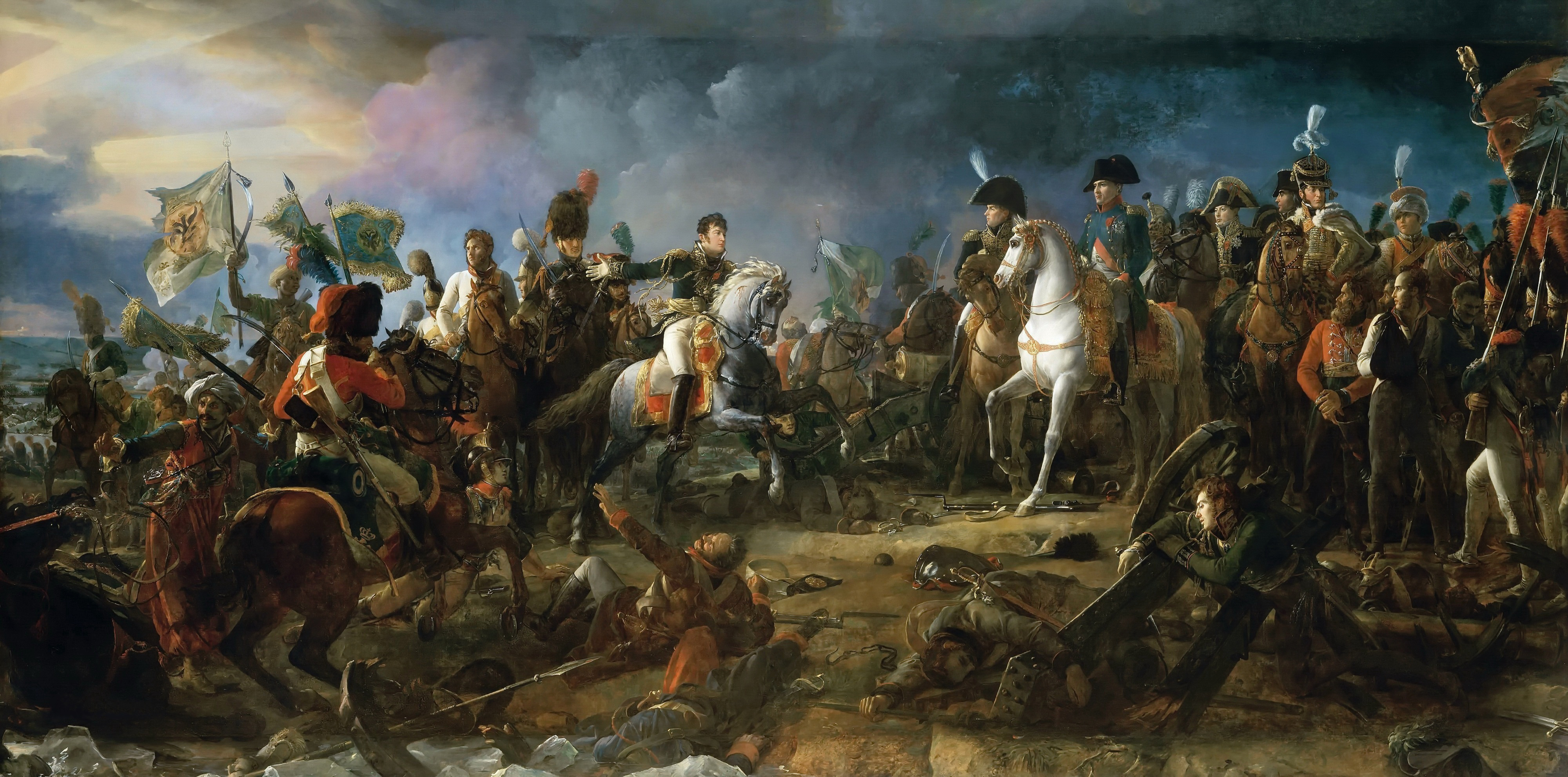
Аустерлицкое сражение

 2 декабря в половине восьмого Наполеон приказал Сульту атаковать. В то же время войска Бернадота переправились через Гольдбах у Гиргиковица. Дивизия Риво, таким образом, оказались левее 1-го корпуса, вплотную к войскам Ланна и Мюрата. Во время продвижения 1-го корпуса застрельщики Риво столкнулись в направлении Блазовица с кавалерией великого князя Константина, сражавшейся против Мюрата. Остановленные дивизией Риво русские эскадроны были атакованы французской кавалерией. Оказавшись между двух огней, они отступили, понеся значительные потери. Блазовиц был занят пехотой Константина. Риво, связав свою атаку с атакой дивизии Каффарелли и корпуса Ланна, взял деревню. Наконец, вскоре после часа дня, войска Бернадота достигли плато Працен, которое 1-му корпусу было поручено охранять. В ходе этого великого сражения под Риво была убита лошадь. На следующий день после победы корпус Бернадота последовал за отступающим противником в направлении Гая. Он уже собирался дойти до арьергарда Багратиона, когда стало известно, что подписано перемирие.
Перед началом Прусской кампании 1806 года дивизия Риво дошла до Вюрцбурга и оставалась в окрестностях этого города до 8 октября. 1-й корпус, входящий в состав Центра, имел 9-го числа бой у Заальбурга с левым флангом армии принца Гогенлоэ под командованием Тауэнцина; на следующий день он преследовал отступающих пруссаков до Аумы. 15 октября 1-й корпус был направлен на Магдебург. 17 октября проявил себя при Галле, где сражался резервного корпуса принца Вюртембергского. В руки французов попали 5000 пленных, 32 пушки и 4 флага. 20 октября дивизия заняла Бернбург и отвечала за разоружение саксонского корпуса. После этого дивизия переправилась через Эльбу в направлении Барби и присоединилась к корпусу. 1 ноября войска Бернадота столкнулись с Блюхером. День 3 ноября ознаменовался новым боем у Кревица между 1-м корпусом и беглецами. Бригада из состав дивизии выступила против эскадронов Блюхера и заставила их отступить. Противник оставил в руках французов 1000 пленных и 7 пушек. 

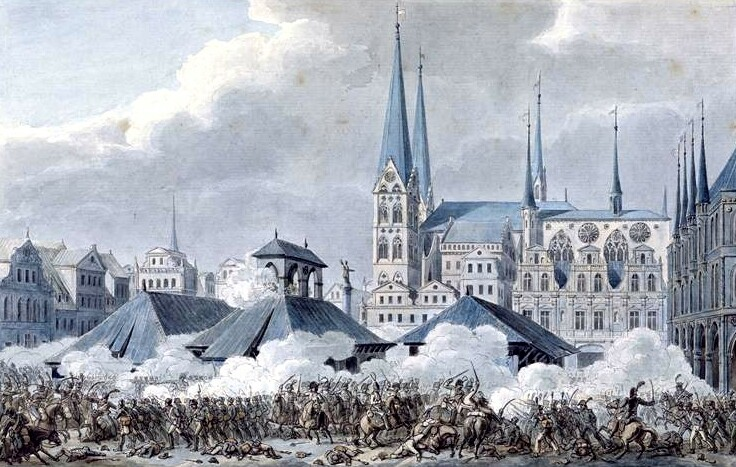
Битва при Любеке

 7 ноября дивизия Риво принимала участие во взятии Любека, где капитулировали войска генерала Блюхера в 12 000 солдат с 80 орудиями. 1-й корпус, расположенный во второй линии, двинулся сразу после капитуляции Блюхера на Позен через Берлин и Франкфурт-на-Одере. Из Познани войска Бернадота подошли к Торну, где дивизия Риво расквартировалась до середины января, а затем отправилась на зимние квартиры в Остероде и его окрестности. В середине января 1807 года Беннингсен перешёл в наступление, надеясь застать врасплох 1-й корпус, отвечавший за прикрытие левого фланга Великой Армии. Но Бернадот, получив предупреждение, оказался в состоянии оказать ему сопротивление и разбил его 25 января при Морунгене. 30 января, вследствие падения с лошади, генерал Риво сломал руку и был вынужден передать командование дивизией генералу Пакто.

### Административная служба
5 февраля 1807 года получил должность губернатора герцогства Брауншвейг, смени генерала Биссона. 10 декабря 1807 года перешёл на службу Вестфальского королевства, и 1 января 1808 года был назначен командующим 2-го военного округа в Брауншвейге, однако вскоре был заменён генералом Лепелем.
22 февраля 1808 года вернулся во Францию и возглавил 25-й военный округ в Везеле, 27 декабря — в 26-й в Майнце.

### Последняя кампания
29 апреля 1809 года стал командиром 1-й пехотной дивизии наблюдательного корпуса Эльбы маршала Келлермана. 8 мая — командиром 1-й пехотной дивизии резервного корпуса генерала Жюно Армии Германии в Вюрцбурге. Принимал участие в Австрийской кампании 1809 года, действовал в Богемии. 8 июля сломал ногу в бою при Байройте. 11 августа корпус Жюно стал 8-м корпусом. С 1 по 14 декабря служил в Испании, но был вынужден оставить активную службу из-за проблем со здоровьем.

### На административной службе
14 декабря 1809 года сменил генерала Дюфура в качестве командующего 12-м военным округом в Ла-Рошеле. Во время «Ста дней» не присоединился к Императору, и с 2 апреля 1815 года оставался без служебного назначения. 21 июля вернулся к командованию 12-м военным округом. С 22 августа 1815 года по 5 сентября 1816 года был членом Палату депутатов от департамента Приморская Шаранта. 16 марта 1816 года был членом Военного совета, разбирающего в Ренне дело генерала Траво, и голосовал за оправдание, затем за самый мягкий приговор. В декабре 1818 года штаб его округа перевели в Нант. 12 января 1819 года стал генеральным инспектором пехоты. С 3 апреля 1820 года выполнял функции командующего 15-м военным округом в Руане. В 1824 году отказался возглавить армию, которая оккупировала Испанию. 1 января 1829 года переведён с той же функцией в 14-й военный округ. В 1830 году попросил об отставке, и 30 апреля 1831 года получил её.
Умер 19 декабря 1839 года в Ангулеме в возрасте 73 лет.

## Воинские звания
- Солдат (5 августа 1792 года);
- Капитан (13 августа 1792 года);
- Командир батальона (27 июля 1793 года);
- Полковник штаба (27 сентября 1793 года);
- Бригадный генерал (15 декабря 1798 года);
- Дивизионный генерал (16 мая 1802 года).

## Титулы
- Барон Ля Раффиньер и Империи (фр. baron de la Raffinière et de l'Empire; декрет от 19 марта 1808 года, патент подтверждён 29 июня 1808 года в Байонне)[2][3];
- Граф Ля Раффиньер (фр. comte de la Raffinière; декрет от 31 декабря 1814 года, патент подтверждён 31 января 1818 года в Париже)[4].

## Награды
Легионер ордена Почётного легиона (11 декабря 1803 года)
 Коммандан ордена Почётного Легиона (14 июня 1804 года)
 Кавалер военного ордена Святого Людовика (27 июня 1814 года)
 Великий офицер ордена Почётного Легиона (23 августа 1814 года)
 Командор военного ордена Святого Людовика (1 мая 1820 года)
 Большой крест ордена Почётного Легиона (23 мая 1825 года)